# William Hillhouse
William Hillhouse  (Bedford, 17 de dezembro de 1850 — 27 de janeiro de 1910) foi um botânico britânico.